# Сан-Домингус (Сержипи)
Сан-Домингус (порт. São Domingos)  —  муниципалитет в Бразилии, входит в штат Сержипи. Составная часть мезорегиона Сельскохозяйственный район штата Сержипи. Входит в экономико-статистический  микрорегион Агрести-ди-Итабаяна. Население составляет 10 375 человек на 2006 год. Занимает площадь 102,3 км². Плотность населения — 101,42 чел./км².

## История
Город основан в 1963 году.

## Статистика
- Валовой внутренний продукт на 2004 составляет 33.449.994,00 реалов (данные: Бразильский институт географии и статистики).
- Валовой внутренний продукт на душу населения на 2004 составляет 3.333,66 реалов (данные: Бразильский институт географии и статистики).
- Индекс развития человеческого потенциала на 2000 составляет 0,594 (данные: Программа развития ООН).